# Henry Waxman
Henry Arnold Waxman, född 12 september 1939 i Los Angeles i Kalifornien, är en amerikansk demokratisk politiker. Han var ledamot av USA:s representanthus 1975–2015.
Waxman studerade vid University of California, Los Angeles. Han avlade kandidatexamen i samhällsvetenskap 1961 och juristexamen 1964.
Först blev Waxman invald i kongressvalet 1974 när han kandiderade som en reformistisk demokrat i efterdyningarna av Watergateaffären. Han omvaldes nitton gånger.
Waxman efterträdde 2009 John Dingell som ordförande i representanthusets energi- och handelsutskott och efterträddes 2011 av Fred Upton.
Alla Waxmans mor- och farföräldrar var judiska invandrare. Waxman gifte sig med Janet Kessler som hade en dotter från ett tidigare äktenskap. Tillsammans fick de en son.